# Gustav Hammer

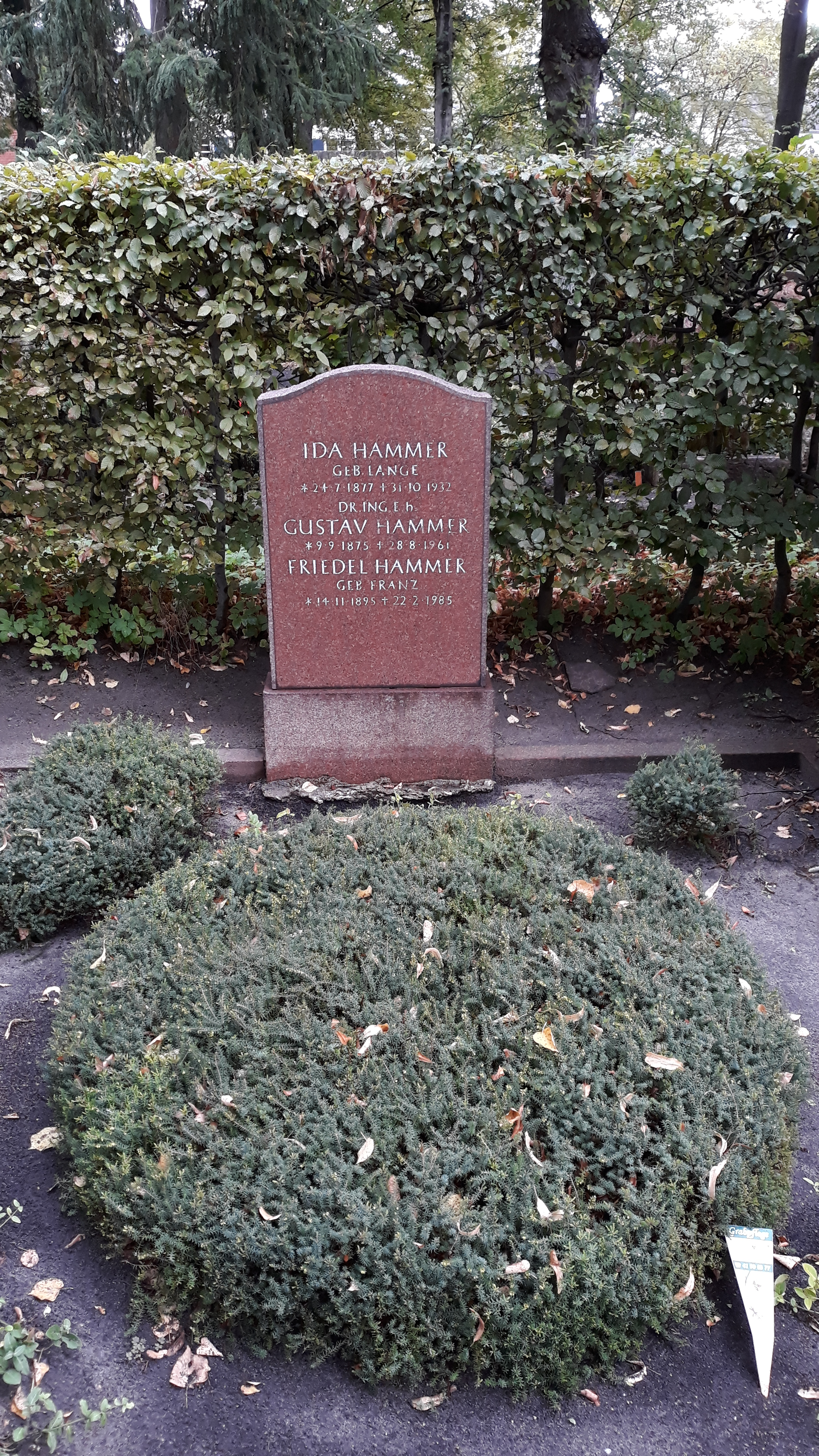
Grab von Gustav Hammer und seiner Ehefrau Ida auf dem Friedhof Lankwitz in Berlin

Gustav Hammer (* 9. September 1875 in Bergen auf Rügen; † 26. August 1961 in Berlin-Lichterfelde) war ein deutscher Maschinenbauingenieur. Ab 1924 war er Direktor der Einkaufsabteilung der Deutschen Reichsbahn und ab 1931 Vorsitzender der Deutschen Maschinentechnischen Gesellschaft. Er prägte letztlich die Baureihenbezeichnungen für Dampflokomotiven und schuf den Reichsbahnwagen-Vertrag.

## Werdegang
Hammer war Sohn eines Sparkassendirektors. Er ging am Pädagogium zu Putbus zur Schule, wo er die Reifeprüfung ablegte. Danach studierte er von 1895 bis 1899 an der Technischen Hochschule (Berlin-)Charlottenburg. Von 1900 bis 1901 leistete er seinen Militärdienst als Einjährig-Freiwilliger bei den Eisenbahntruppen, er gehörte dem Eisenbahn-Regiment Nr. 3 in Berlin-Schöneberg an und brachte es bis zum Major der Reserve. Parallel dazu begann er am 1. April 1900 den Vorbereitungsdienst als Regierungsbauführer (Referendar) bei der preußischen Eisenbahnverwaltung. 1904 legte er das zweite Staatsexamen ab, wurde zum Regierungsbaumeister (Assessor in der vöffentlichen Bauverwaltung) ernannt und bei der Eisenbahndirektion Berlin eingesetzt. 1907 wurde er in das neugegründete Eisenbahn-Zentralamt versetzt. Bereits 1908 wechselte er ins preußische Ministerium der öffentlichen Arbeiten. Am 1. April 1910 wurde er zum planmäßigen Eisenbahn-Bauinspektor ernannt. Von 1914 bis 1916 war er für die Fahrzeugbeschaffungen bei der Verkehrstechnischen Prüfungskommission im Feldeisenbahndienst zuständig. Im Ersten Weltkrieg wurde ihm das Eiserne Kreuz II. Klasse verliehen. 1917 kehrte er als Referent ins Ministerium der öffentlichen Arbeiten zurück. 1918 wurde er zum Regierungs- und Baurat ernannt.
1921 wurde Hammer Präsident des Reichsbahn-Zentralamts. In dieser Funktion sorgte er für die grundlegende Gestaltung des neu eingeführten Baureihenschemas der Deutschen Reichsbahn. Am 1. Dezember 1924 wurde er zum Direktor der Einkaufsabteilung berufen. 1925, kurz vor seinem fünfzigsten Geburtstag, verlieh ihm die Technische Hochschule Darmstadt die Ehrendoktorwürde (als Dr.-Ing. E. h.) in „Würdigung seiner hervorragenden Verdienste um die … Entwicklung des Maschinenbaus und der Werkstattechnik im Bereich der Deutschen Reichsbahn“. 1931 wurde Gustav Hammer zum Vorsitzenden der Deutschen Maschinentechnischen Gesellschaft gewählt. Hammer war kein NSDAP-Mitglied, erfüllte aber durch die Mitgliedschaft im Nationalsozialistischen Kraftfahrerkorps und im Kampfbund Deutscher Architekten und Ingenieure das vom NS-Regime erwartete Engagement in der Volksgemeinsachaft.

## Ehe und Familie
Um 1908 heiratete er Ida geb. Lange, 1910 kam ihr gemeinsamer Sohn zur Welt.

## Baureihenschema der Reichsbahn
In den Anfängen der Deutschen Reichsbahn waren alle übernommenen Lokomotiven der Länderbahnen und die ab 1925 beschafften Einheitsdampflokomotiven in ein einheitliches Bezeichnungssystem nach Baureihen zu überführen. Mit den ersten Aufstellungen wurde 1923 begonnen. Auf Gustav Hammer ist die Einteilung in 99 Dampflokomotiv-Baureihen zurückzuführen, untergliedert in Zwanziger-Gruppen nach Verwendungszweck (Baureihen 01–19 für Schnellzuglokomotiven, 20–39 für Personenzuglokomotiven, 40–59 für Güterzuglokomotiven usw.). Zuvor waren Nummernfolgen mit 14 oder 15 Baureihen geplant, die beispielsweise die Einordnung der späteren Baureihe 57 als Baureihe 33 vorsahen. Dieses System blieb auch bei beiden späteren deutschen Staatsbahnen erhalten. Erhebliche Veränderungen traten erst mit der computergerechten Erfassung der Lokomotiv-Baureihen auf, die bei der Deutschen Bundesbahn 1968, bei der Deutschen Reichsbahn 1970 erfolgte. Aber auch hier blieb das Schema der Zwanziger-Gruppen bestehen und lebt heute noch mit den erhaltenen Dampflokomotiven weiter.

## Reichsbahn-Wagenvertrag
Der Reichsbahn-Wagenvertrag kam am 11. Dezember 1926 durch die Zusammenarbeit von Gustav Hammer, dem Waggonbau-Unternehmer William Busch und der Deutschen Wagenbau-Vereinigung zustande. Damit bestanden für 90 % der Waggonbau-Aufträge Einheitspreise. Ein Preiswettbewerb wurde unterbunden, und die Lieferwerke erhielten feste Quoten. Die Deutsche Reichsbahn hatte ein Mitspracherecht bei der Kalkulation. Das Wirken von Gustav Hammer beim Reichsbahn-Wagenvertrag wird meist als Abfederung des Strukturwandels und als Sicherung des Überlebens der einzelnen Werke gesehen. Das Monopson der Deutschen Reichsbahn im Bezug auf Wagen sollte offenbar auf diese Weise volkswirtschaftlich sinnvoll gestaltet werden.

## Strafverfahren
Schon vor 1930 war die Beschaffungspolitik der Deutschen Reichsbahn Gegenstand der Kritik bei Nationalsozialisten. Lange wurde daher gegen Gustav Hammer belastendes Material gesammelt und letztlich ein Untersuchungsausschuss gebildet. Dies führte Ende 1935 zur Beurlaubung von Gustav Hammer von seinem Posten als Direktor. Am 6. März 1936 wurde Hammer in Untersuchungshaft genommen. Das Landgericht Berlin verurteilte ihn am 30. September 1936 wegen Bestechlichkeit zu zweieinhalb Jahren Gefängnis und fünf Jahren Verlust der bürgerlichen Ehrenrechte. Es ist bis heute unklar, inwieweit das Strafverfahren berechtigt oder unfair gegen Gustav Hammer war, denn die Akten zum Verfahren sind bislang verschollen.

## Weiterer Lebensweg
In den Jahren nach 1950 bemühte er sich, bereits über 70 Jahre alt, um den Wiederaufbau der Deutschen Maschinentechnischen Gesellschaft. Er sah sich als Opfer der NS-Herrschaft. 1952 bezog er in einer kleinen Veröffentlichung zu dem Strafverfahren gegen ihn Stellung.
Zu seiner Würdigung wurde in der Stadt Stockach der Gustav-Hammer-Platz nach ihm benannt.